# Dol

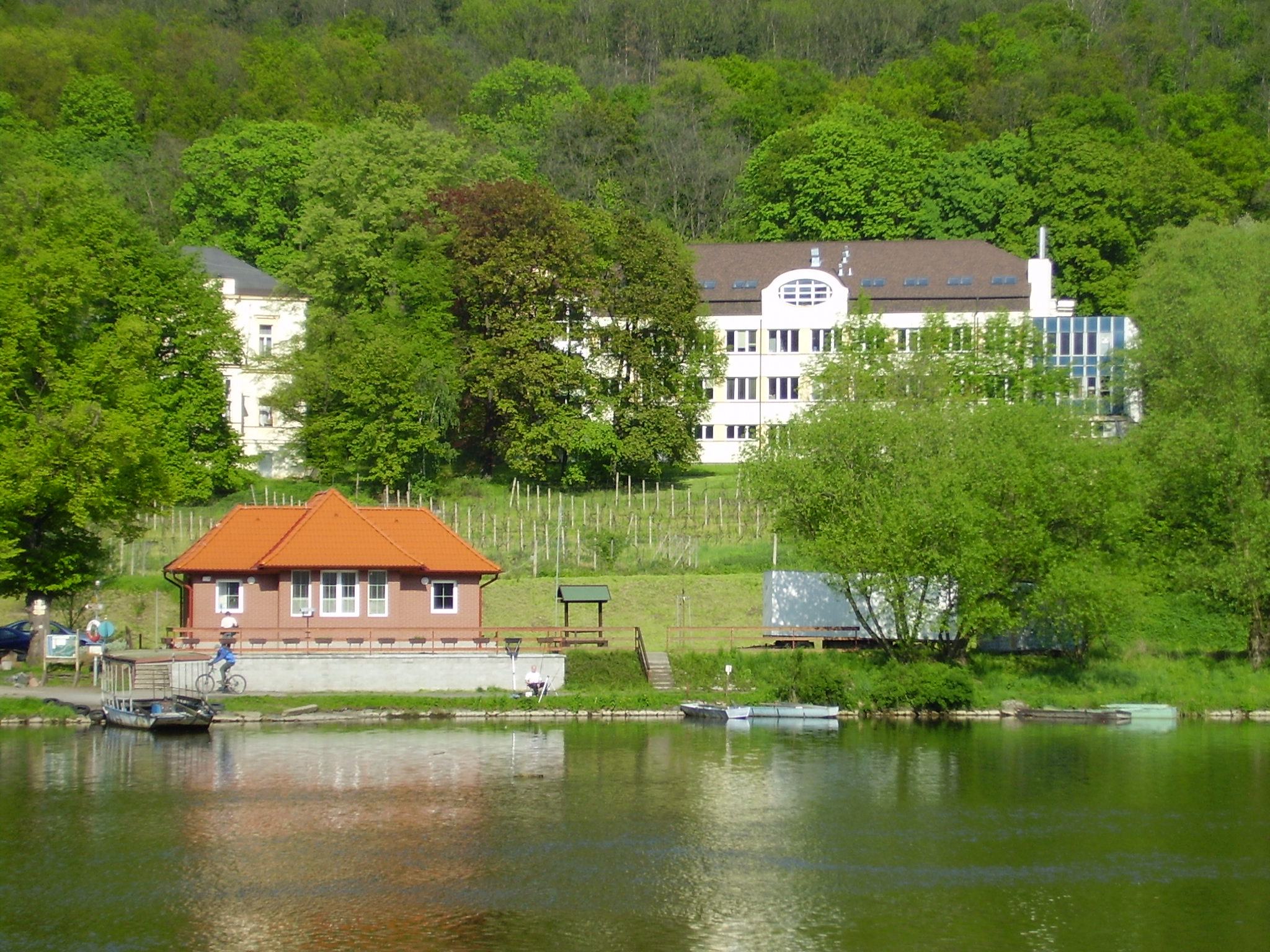
Převoz na Vltavě a Včelařský ústav

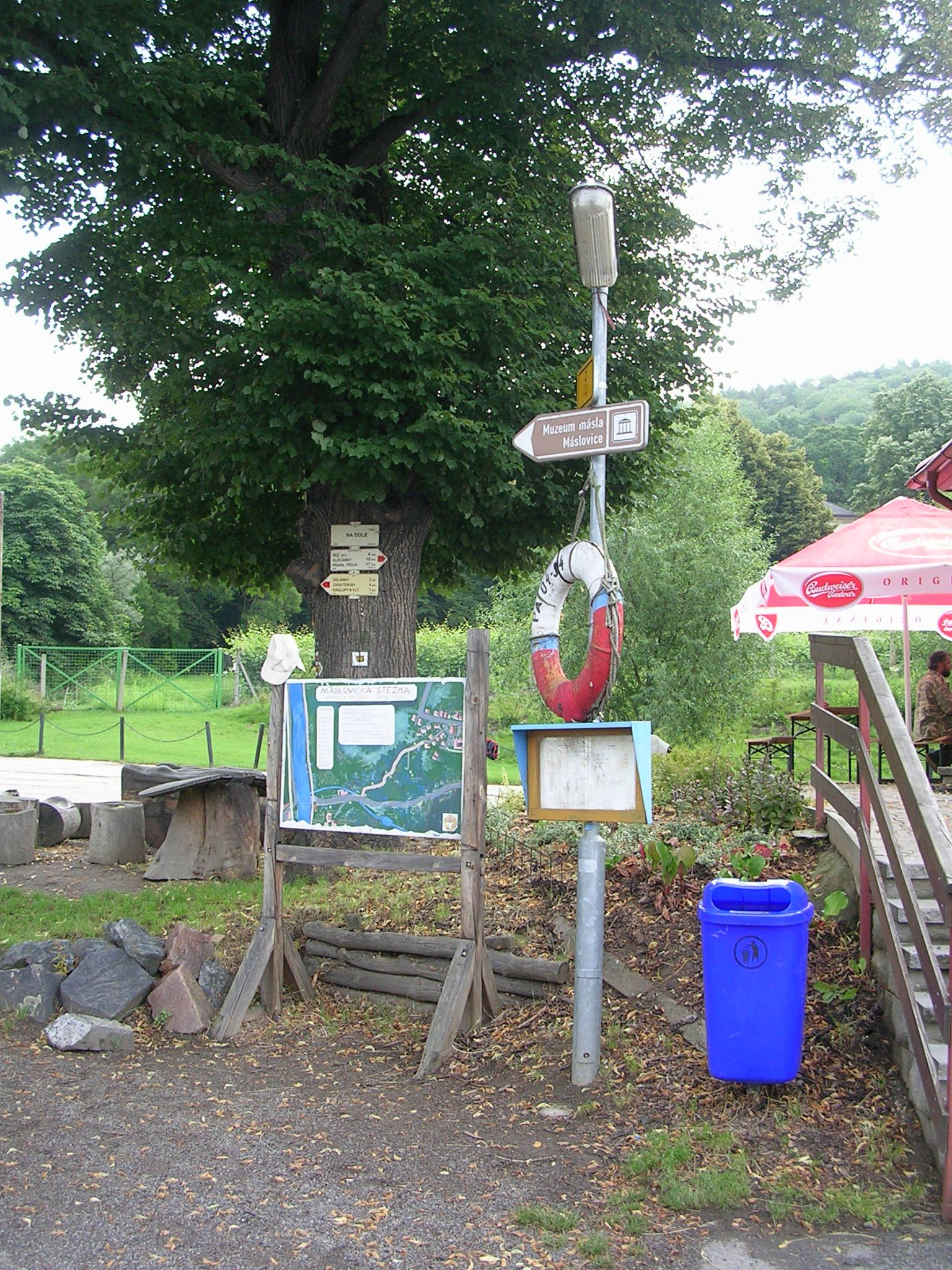
Jízdní řád přívozu, rozcestník KČT, vstupní tabule Máslovické stezky a občerstvení u přístaviště přívozu

Dol (Na Dole) je bývalý mlýn, dnes areál Výzkumného ústavu včelařského, na pravém břehu Vltavy proti Libčicím nad Vltavou, při ústí Máslovického potoka, asi 20 km severně od Prahy. Katastrálně a samosprávně patří k obci Máslovice v okrese Praha-východ, fakticky je díky zdejšímu přívozu úzce spojen s Libčicemi nad Vltavou v okrese Praha-západ.

## Historie
První písemná zmínka o máslovickém mlýnu Na Dole je z roku 1298. V 16. století patřil i se vsí Máslovice svatovítské kapitule. V roce 1893 koupil mlýn mladočeský politik Julius Grégr a poblíž něj si postavil letní sídlo, v němž pak žil až do své smrti v roce 1896. Na stráni nad mlýnem zřídil vinici, větrušickou stráň zalesnil smíšeným lesem a usiloval o všestranný rozvoj Máslovic. Celý svůj majetek v Dole pak odkázal jednomu ze synů, Radomírovi, který trpěl silnou padoucnicí a byl plně odkázán na péči ošetřovatele. V letech 1914–1921 objekt měl ve správě Ladislav Prokop Procházka, zeť Julia Grégra, Radomírův poručník, hlavní pražský hygienik a později ministr zdravotnictví. Po Radomírově smrti prodala rodina celý areál státu a ten sem roku 1923 přemístil Výzkumný ústav včelařský.

## Doprava a vazby k obcím
Ač je Dol od Máslovic vzdálen vzdušnou čarou necelý kilometr, nemá s nimi přímé silniční spojení: cesta po silnici přes Vodochody je dlouhá asi 4 kilometry (silnice do Vodochod byla postavena kolem roku 1915), přímo spojuje obě sídla jen strmá lesní cesta. Po pravém břehu nejezdí do Dolu žádná veřejná doprava. Skalnatá stráň mezi Máslovicemi a Dolem je od roku 1999 chráněná jako přírodní památka Máslovická stráň. Severně od Dolu, ještě v katastrálním území Máslovic, začíná pásmo rekreačních chat, které plynule pokračuje až do Dolánek, které již patří k obci Zlončice a okresu Mělník.
Historicky a dopravně má Dol vazby především na město Libčice nad Vltavou v okrese Praha-západ. K nim odedávna patří školou, farou i poštou. S Libčicemi spojuje Dol celoročně a každodenně přívoz pro osoby a jízdní kola. Ze 40 zaměstnanců výzkumného ústavu jich denně jezdí přívozem 35, přičemž oni i jejich nezaopatřené děti mají přepravu zdarma.
Dolský přívoz patří mezi nejstarší vltavské přívozy. Podle záznamu v urbáři svatovítské kapituly z roku 1557 patřilo provozování přívozu (tedy „chovat lodě k lovení ryb a převážení“) k povinnostem a výsadám držitelů mlýna. Později majitelé mlýna přívoz pronajímali. Nájemce Matěj Vlasák měl v roce 1893 povinnost odvádět ročně 120 zlatých a 84 kg ryb. Posledním nájemcem byl Břetislav Kraif z Libčic. V letech 1955–1959 provozovala přívoz obec Máslovice, v letech 1959–1997 okresní správa a údržba silnic a od roku 1997 je provozovatelem Výzkumný ústav včelařský.
Dol je však i významným turistickým uzlem, po pravém vltavském břehu přes něj vede páteřní cyklotrasa č. 2 a pěší evropská dálková trasa E10, zde značená červeným pásovým značením jako trasa KČT č. 0005, takže i přívoz je turisty využíván. U přívozu v Dole také začíná místní netradiční naučně-rekreačně-umělecká Máslovická stezka, vedoucí přes Máslovickou stráň do Máslovic, zřízená v roce 2003 účastníky máslovického sochařského sympozia a místními nadšenci podle návrhu sochaře Vladimíra Chalupného.